# Àurea Márquez i Alonso
Àurea Márquez Alonso (Barcelona, 1969) és actriu. Va estudiar a l'Institut del Teatre. Ha participat en sèries com Laberint d'ombres (1998), Com si fos ahir (2017) i a la pel·lícula A la ciutat (2003) entre d'altres.
L'any 2011 va guanyar el Premi Memorial Margarida Xirgu pel seu paper a Pedra de tartera.
L'any 2000 és nominada al Premi Max a la Millor Actriu de Repartiment per Un tramvia anomenat Desig de Tennessee Williams dirigida per Manel Dueso i representada al Teatre Romea.

## Obres[4]

### Teatre
- 2023: Vent de Garbí i una mica de por. TNC. Dir. Judith Pujol

- 2021: M'hauríeu de pagar de Jordi Prat i Coll.
- 2021: La dona del tercer segona de Víctor Borràs.
- 2019: Càsting Giulietta de Marc Artigau. Dir: Juan Carlos Martel.
- 2019: Dogville de Lars von Trier. Dir: Sílvia Munt. Teatre Lliure.
- 2017: Islàndia de Lluïsa Cunillé. Dir: Xavier Albertí. TNC Sala Petita
- 2017: A tots els que heu vingut de Marc Rosich. Dir: Marc Rosich.
- 2016: Revolta de bruixes de Josep Maria Benet i Jornet.
- 2015: Vilafranca de Jordi Casanovas. Teatre Lliure.
- 2014: Mata'm de Manel Dueso. Sala Villarroel (Festival Grec).
- 2013: Dispara/agafa tresor/repeteix de Mark Ravenhill. Dir. Josep Ma. Mestres. Teatre Lliure.
- 2011: Pedra de tartera de Maria Barbal. Dir. Lurdes Barba. TNC.
- 2010: Vida privada de Josep Maria de Sagarra. Dir. Xavier Albertí.
- 2009: Mort de dama de Llorenç Villalonga. Dir. Rafel Duran.
- 2008: Dublin Carol de Conor McPherson. Dir. Manel Dueso.
- 2007 :Tornar a casa de Harold Pinter. Dir. Ferran Madico. CAER. TNC Sala Petita.
- 2007: Hedda Gabler de Henrik Ibsen. Dir. Pau Carrió. Biblioteca de Catalunya.
- 2007: Saló Primavera de Paco Zarzoso i Lluïsa Cunillé. Dir. Lurdes Barba. Sala Muntaner.
- 2006: Els estiuejants de Gorki. Dir. Carlota Subirós. Teatre Lliure.
- 2005: Al vostre gust de Shakespeare. Dir. Xicu Masó. Teatre Grec.
- 2004: Santa Joana dels escorxadors de Brecht. Dir. Àlex Rigola. Teatre Lliure.
- 2001: Ganivets a les gallines de David Harrower. Dir. Antonio Simón. TNC Sala Tallers.
- 2000: Un tramvia anomenat Desig de Tennessee Williams. Dir. Manel Dueso. Teatre Romea.
- 1998: L´Héroe de Santiago Rusiñol. Dir. Ferran Madico. Teatre Romea.
- 1997: Zowie de Sergi Pompermayer. Dir. Lluís Homar. Teatre Lliure.
- 1997: La serventa amorosa de Carlo Goldoni. Dir. Ariel García Valdés. Teatre Lliure.
- 1996: El Rey Juan de William Shakespeare. Dir. Calixto Bieito. Teatro de la Abadía.
- 1995: Amfitrió/Anfitrión de Molière. Dir. Calixto Bieito. Teatre Lliure/Teatro Lara.
- 1993: Després de la pluja de Sergi Belbel. Dir.Sergi Belbel.
- 1993: Yvonne, Princesa de Borgoña de Witold Gombrowicz. Dir. Josep Mª. Mestres.
- 1992: Mareig de Jordi Sánchez. Dir. Núria Furió.
- 1990: Alfons Quart de Josep Maria Muñoz Pujol. Dir. Jordi Mesalles.

### Cinema
- 2014: Les nenes no haurien de jugar al futbol (mare)
- 2011: Soñar años (Inés)
- 2008: Pijamas (Julia)
- 1999: Pirata (Júlia)
- 1996: Abran las puertas
- 1995: El perquè de tot plegat (Baba)

### Televisió
- 2017-actualitat: Com si fos ahir (Gemma)
- 2017: La Riera (Rebeca)
- 2015: Habitaciones cerradas (Eutimia)
- 2012-2013: Kubala, Moreno i Manchón (Agnès)
- 2012: Olor de colònia (Rosalia)
- 2010: Ventdelplà (Anabel)
- 2009: Les veus del Pamano (La Bàscones)
- 2007: Perquè ningú no oblidi el teu nom (Carme)
- 2006: Jet Lag (Sofia)
- 2004: Majoria absoluta (Pilar)
- 2003: A la ciutat (Sílvia)
- 2001-2002: El cor de la ciutat (Ester)
- 1998-2000: Laberint d'ombres (Aurora)
- 1994: Poblenou (Dra. Sanatori)